# PGC 2192330
LEDA/PGC 2192330 ist eine Galaxie im Sternbild Andromeda am Nordsternhimmel. Sie ist schätzungsweise 336 Millionen Lichtjahre von der Milchstraße entfernt und hat einen Durchmesser von etwa 65.000 Lichtjahren. Vom Sonnensystem aus entfernt sich das Objekt mit einer errechneten Radialgeschwindigkeit von näherungsweise 7.400 Kilometern pro Sekunde.

## Galaktisches Umfeld
| Nr. | Galaxie          | Alternativname          | Rek           | Dek           | Distanz/asec |
| --- | ---------------- | ----------------------- | ------------- | ------------- | ------------ |
| →   | LEDA/PGC 2192330 | 2MASX J02402474+4205501 | 02h40m24.747s | +42d05m49.61s | 0            |
| 1   | LEDA/PGC 2193813 | 2MASX J02410388+4210476 | 02h41m03.87s  | +42d10m47.8s  | 528.25       |
| 2   | LEDA/PGC 10079   | CGCG 539-073            | 02h39m36.52s  | +42d00m55.3s  | 612.57       |
| 3   | LEDA/PGC 2194038 | 2MASX J02392913+4211324 | 02h39m29.11s  | +42d11m32.4s  | 707.37       |
| 4   | LEDA/PGC 2188812 | 2MASX J02402964+4154010 | 02h40m29.63s  | +41d54m01.3s  | 709.61       |
| 5   | LEDA/PGC 2195270 | 2MASX J02413514+4215122 | 02h41m35.172s | +42d15m12.78s | 964.30       |